# إيكهارت تول
إيكهارت تول وتُلفظ أصلًا إيكهارت توله (بالألمانية: Eckhart Tolle).
ولد توله في مدينة ليونين الواقعة شمال دورتموند في منطقة الرور في 16 فبراير 1948 هو متحدث وكاتب ألماني المولد كندي الموطن، هو مؤلف كتاب قوة الآن وكتاب A New Earth أو أرض جديدة.

## المسيرة المهنية

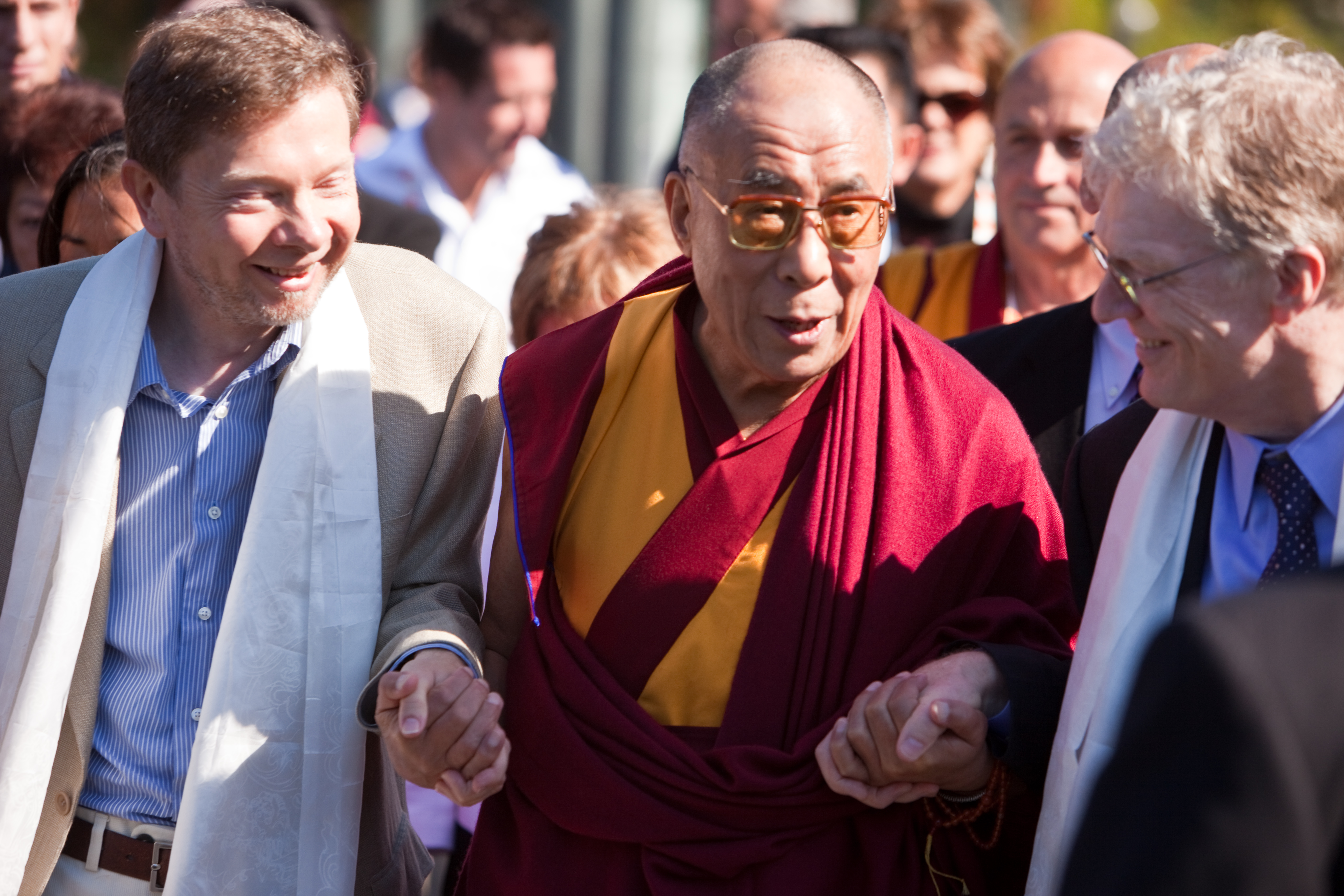
إيكهارت تول، والدالاي لاما وكين روبنسون في فانكوفر الكندية

انتقل توله إلى إنجلترا في عامه التاسع عشر، حيث قام بتعليم كلا من اللغة الألمانية والإسبانية لمدة ثلاثة أعوام في مدرسة لندن للغات.

### «الصحوة الروحانية»
في ليلة في عام 1977، عندما كان يبلغ من العمر 29 عامًا، تحدث توله عن اختباره ل «تحول داخلي».
«لا أستطيع العيش مع نفسي بعد الآن، أثارت هذه الجملة العديد من الأسئلة الوجودية من هذه» الأنا«التي لا أستطيع العيش معها؟ ما هذه النفس؟ شعرت بأنني انسحب للفراغ، لم أكن أعرف في ذلك الوقت أن ما حدث حقًا هو الذات العقلانية، بثقلها ومشاكلها، الذات المذبذبة بين الماضي الغير مرضي والمستقبل القلق قد تحللت واختفت. وفي اليوم التالي استيقظت وبداخلي شعور بالسكينة» 

## وصلات خارجية
- إيكهارت تول على موقع ميوزك برينز (الإنجليزية)
- إيكهارت تول على موقع إن إن دي بي (الإنجليزية)
- إيكهارت تول على موقع ديسكوغز (الإنجليزية)

- الموقع الرسمي لايكهارت تول